# Jamnotri
Jamnotri és un temple a Uttarakhand, Índia, districte de Tehri Garhwal al flanc occidental del puig Bandarpunch a 3.348 msnm i a uns 7 km d'una glacera. És de fusta i té una imatge de la deessa Jumna. Hi ha diverses fonts d'aigua calenta a la rodalia. Cada any el visiten nombrosos peregrins hindús.